# Gary Lockwood
Pour les articles homonymes, voir Lockwood.
Gary Lockwood, de son vrai nom John Gary Yurosek, né le 21 février 1937 à Van Nuys (Californie), est un acteur américain.

## Biographie
Né à Van Nuys, en Californie sous le nom de John Gary Yurosek, il est d'origine polonaise, son oncle, Mike Yurosek, est crédité de la création des carottes coupées en petits morceaux.

## Filmographie

### Cinéma
- 1959 : L'Homme aux colts d'or (Warlock) d’Edward Dmytryk : non crédité (un homme du gang)
- 1960 : La Tête à l'envers (Tall Story) de Joshua Logan : non crédité
- 1961 : Amour sauvage (Wild in the Country) de Philip Dunne : Cliff Macy
- 1961 : La Fièvre dans le sang (Splendor in the Grass) d’Elia Kazan : Toots
- 1962 : L'Épée enchantée (The Magic Sword) de Bert I. Gordon : le seigneur George
- 1963 : Blondes, brunes, rousses (It Happened at the World's Fair) de Norman Taurog : Danny Burke
- 1965 : La Chatte au fouet (Kitten with a Whip) de Douglas Heyes : non crédité
- 1968 : Les Cinq Hors-la-loi (Firecreek) de Vincent McEveety : Earl
- 1968 : 2001, l'Odyssée de l'espace (2001: A Space Odyssey) de Stanley Kubrick : le professeur Frank Poole
- 1968 : Les Hommes de Las Vegas (Las Vegas, 500 millones) d’Antonio Isasi-Isasmendi : Tony Ferris
- 1969 : Model Shop de Jacques Demy : George Matthews
- 1970 : R.P.M. de Stanley Kramer : Rossiter
- 1972 : Stand Up and Be Counted de Jackie Cooper : Eliot Travis
- 1976 : La Machine à tuer (Project: Kill) de William Girdler : Frank Lassiter
- 1976 : Bad Georgia Road
- 1976 : Number One, court métrage de Dyan Cannon : Monsieur Boyer, le père de Philippe
- 1983 : Survival Zone de Percival Rubens : Ben
- 1987 : The Wild Pair de Beau Bridges : le capitaine Kramer
- 1990 : Terror in Paradise (Island Terreur) de Peer J. Oppenheirmer : Douglas, le maire
- 1995 : La Nuit de l'épouvantail (en) (Night of the Scarecrow) de Jeff Burr : William Goodman, le maire
- 1998 : A Bedfull of Foreigners de John C. Broderick : Dieter Dieterman
- 2004 : Missing Sock, court métrage d’Eric Allen Bell : l’homme de l’espace

### Télévision
- 1959-1962 : Perry Mason, série télévisée, épisodes The Case of the Romantic Rogue (1959) et It Happened at the World’s Fair (1962)
- 1966 : Star Trek, série télévisée, épisode Où l'homme dépasse l'homme - Where No Man Has Gone Before
- 1973 : Mission impossible, série télévisée, épisode The Question
- 1974 : L'Homme de fer, série télévisée, épisode Cross Doublecross
- 1974-1975 : L'Homme qui valait trois milliards, série télévisée, épisodes Eyewitness to Murder (1974) et Steve Austin, Fugitive (1975)
- 1975-1976 : Cannon, série télévisée, épisodes Coffin Corner (1975) et Cry Wolf (1976)
- 1977 : Les Rues de San Francisco, série télévisée, épisode Monkey is Back
- 1977 : Super Jaimie, série télévisée, épisode The Night Demon
- 1978 : Starsky et Hutch, série télévisée, épisode The Heavyweight
- 1980 : Hawaï police d'État, série télévisée, épisode School for Assassins
- 1983 : Pour l'amour du risque, série télévisée, épisode Emily by Hart
- 1982-1984 : L'Homme qui tombe à pic, série télévisée, épisodes Scavenger Hunt (1982), Colt Break Out (1 et 2, 1982), Kings of the Cow-boys (1984)
- 1982-1984 : Matt Houston, série télévisée, épisodes The Good Doctor (1982) et On the Run (1984)
- 1984-1986 : Simon et Simon, série télévisée, épisodes The Wrong Staff (1984), The Mickey Mouse Mob (1985), Family Forest (1986), Tonsillitis (1986)
- 1988 : MacGyver, épisode Mask of the Wolf
- 1985-1994 : Arabesque, série télévisée, épisodes Sudden Death (1985), Indian Giver (1987), Tainted Lady (1991), Roadkill (1994)